# 法基爾哈德烏帕齊拉
法基爾哈德乌帕齐拉是孟加拉国巴蓋爾哈德縣的一个乌帕齐拉，位於庫爾納专区的巴蓋爾哈德縣。。

## 人口
據1991年孟加拉國人口普查，法基爾哈德共有戶數24,286戶，人口123956人。其中男性佔比51.12%，女性佔比48.88%；成年人口67,565人。該地7歲以上人口之平均識字率為43.0%。